# Castillo de Monopoli

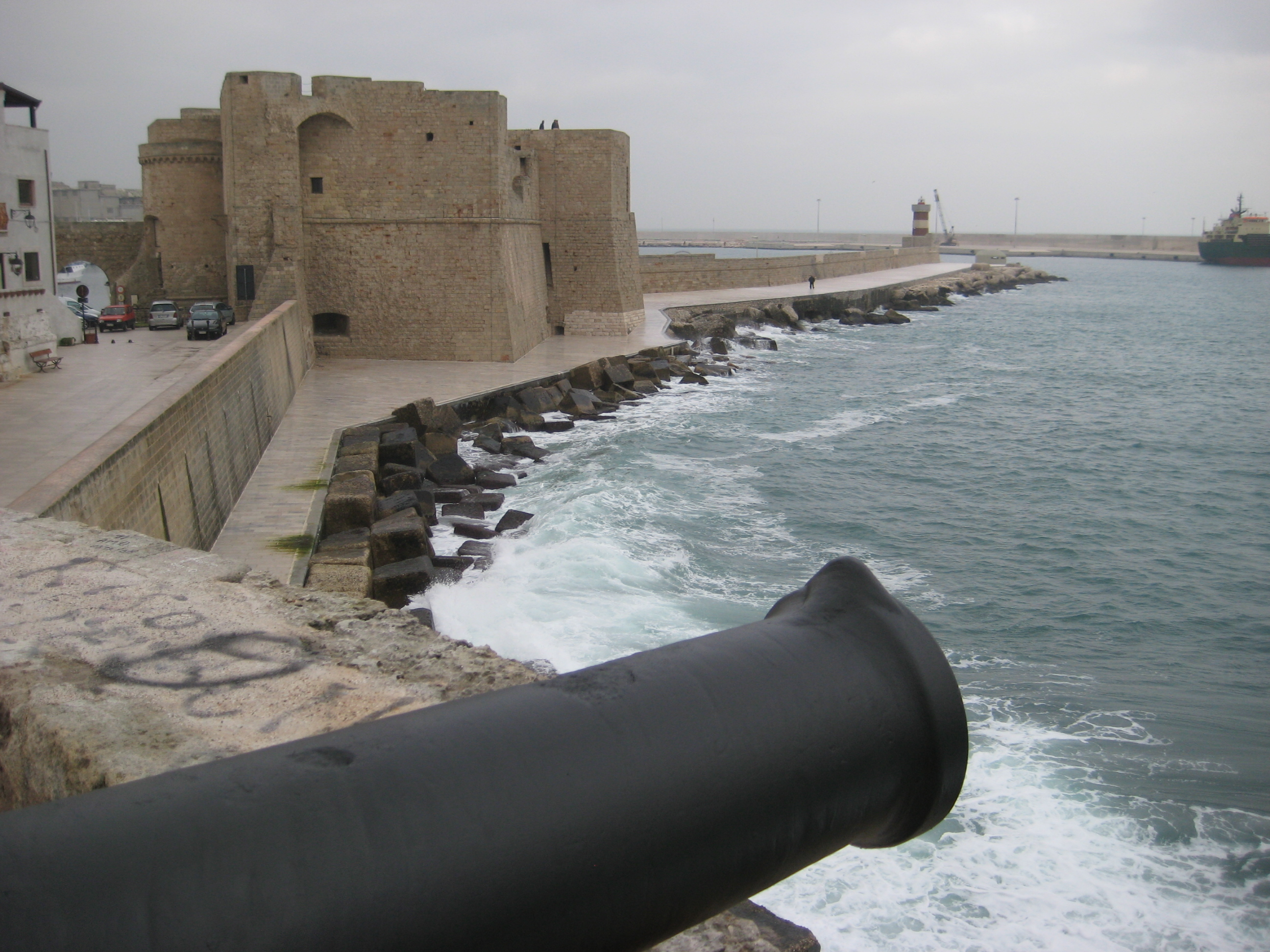
Castillo de Carlos V en Monopoli

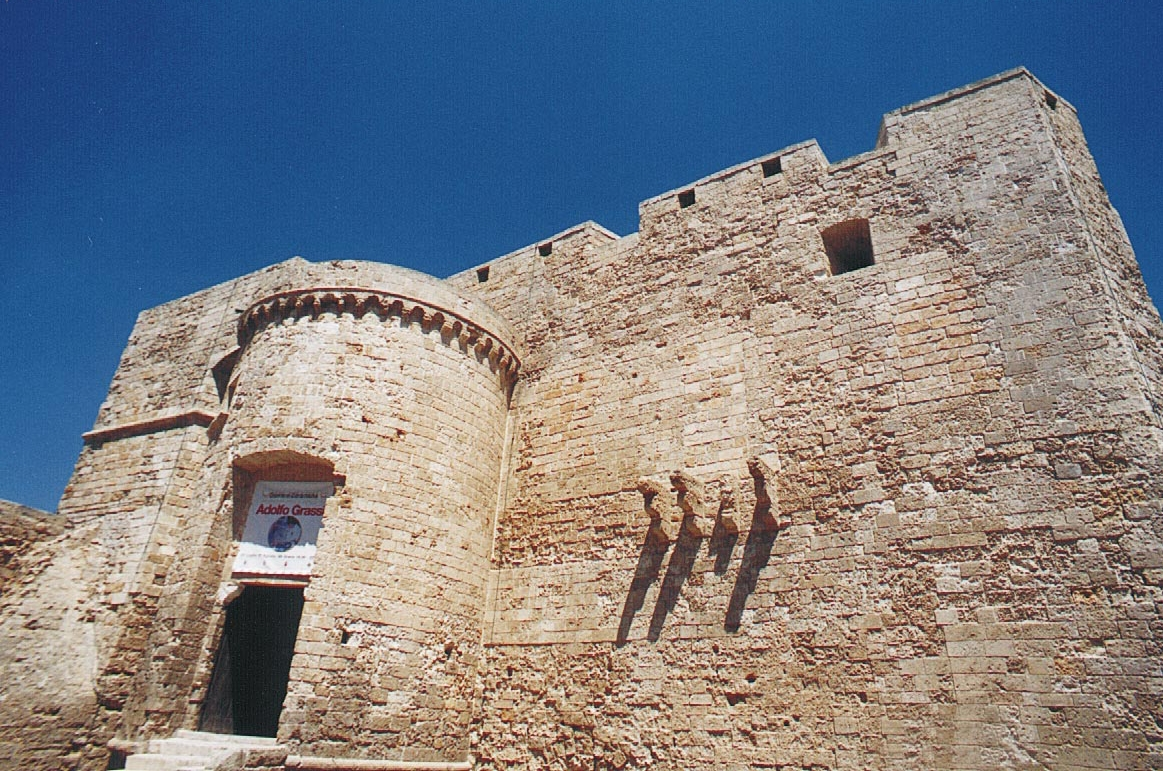
Acceso al castillo por el lado de tierra: obsérvense las aspilleras en las terrazas que dan a la ciudad, propias de la función doble de las fortalezas urbanas (intimidación interior y defensa exterior)

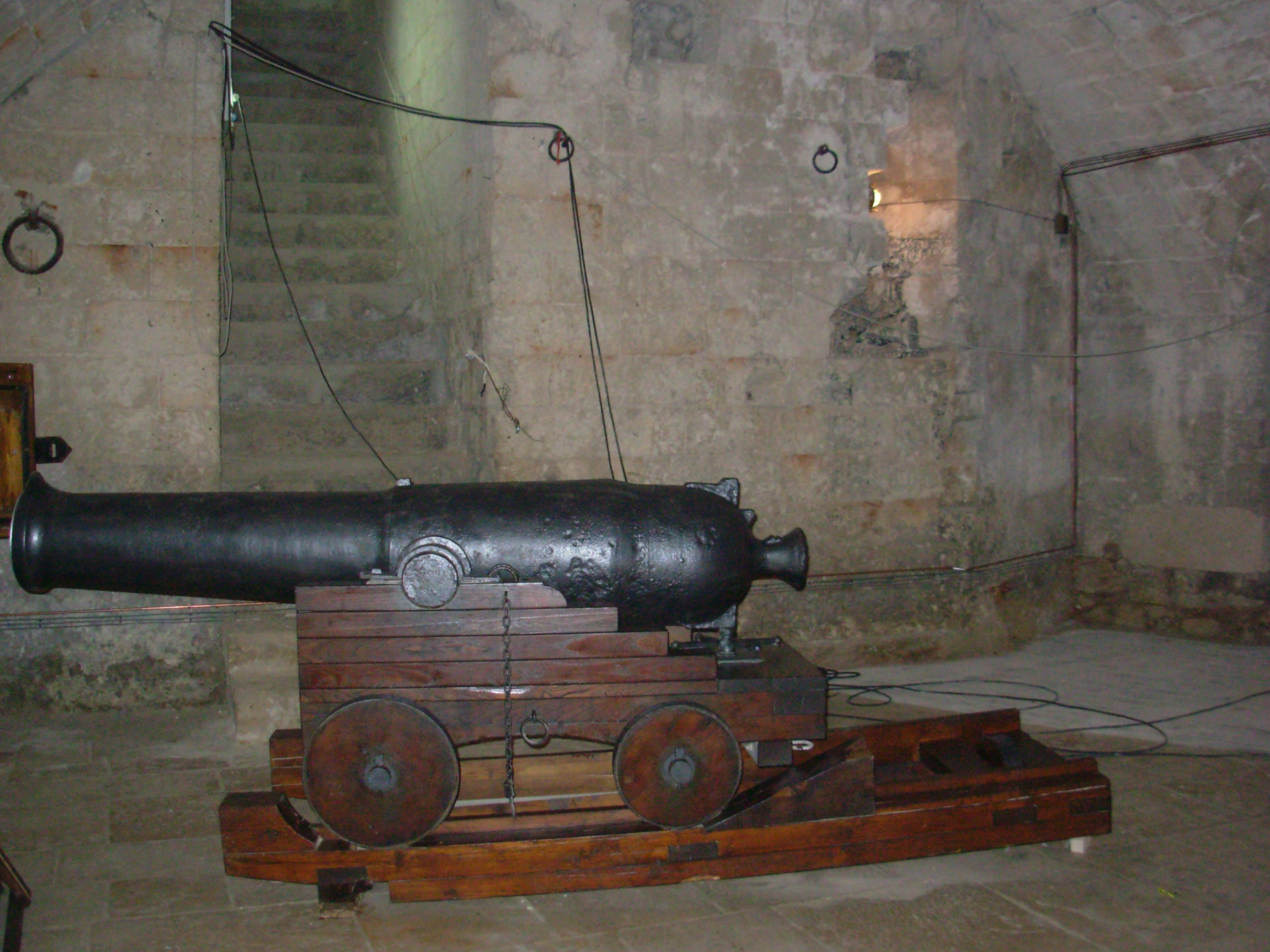
Sala de armas

El Castillo de Monopoli o Castillo de Carlos V, en Monopoli, es una fortaleza del siglo XVI construida durante la dominación española de la ciudad (siglo XVI hasta comienzos del XVIII).·

## Historia
Las obras del castillo finalizaron en 1552: la fortaleza fue encargada por el emperador Carlos V como parte del sistema de fortificación costera de Apulia. Se construyó sobre un pequeño promontorio (conocido como Punta Pinna), utilizando como núcleo la iglesia de «S. Nicola in Pinna», del siglo X, y una gran puerta romana del siglo I a. C. (escoltada por dos garitas laterales de dos pisos), iglesia erigida a su vez sobre los restos de la muralla del siglo V a. C. Las excavaciones arqueológicas de los años 1990-2010 realizadas por la Superintendencia Arqueológica de Apulia han despejado toda duda al respecto.
Las obras se realizaron bajo la supervisión del virrey don Pedro de Toledo o, según otras versiones, por el marqués don Ferrante Loffredo. En el siglo XVII fue ampliado y reformado: la fisonomía exterior y la composición interior sufrieron grandes alteraciones, pasando de ser una estructura puramente defensiva a una residencial.
En la primera mitad del siglo XIX, el castillo se convirtió en prisión de distrito hasta 1969. Posteriormente abandonado, en la actualidad se utiliza (tras someterse a importantes obras de consolidación y restauración en la década de 1990) como sede de importantes eventos culturales, como exposiciones de pintura, fotografía y cine.

## Interior
En el edificio hay varios elementos de interés artístico e histórico:
- La iglesia rupestre de San Nicola de Pinna, fundada a finales del siglo X por el monopólico Sassone.
- La gran sala de armas, caracterizada por cuatro cañoneras «a nivel del agua», dos frente al mar abierto y dos en el interior del puerto, servidas por cuatro obuses napolitanos de ánima lisa de 1.400 kg de la primera mitad del siglo XIX.
- El castillo se superpone a una gran puerta romana del siglo I a. C. (frente a la armería), con dos cuerpos de guardia de dos plantas, rematados por dos torres octogonales (hoy casi totalmente incorporadas a las masas del castillo del siglo XVI).
- Las fortificaciones romanas se apoyan en las poderosas murallas mesapias del siglo V a. C., que a su vez se asientan sobre los restos de un antiguo agger (terraplén) prehistórico en el ábside de la iglesia.

Esta compleja génesis de la fortaleza fue puesta de relieve por las excavaciones arqueológicas llevadas a cabo por la Superintendencia Arqueológica de Apulia (Dr. Miranda Carrieri), la restauración del ingeniero Francesco Selicato y la restauración completada en 2011 por el arquitecto Domenico Capitanio. El estudio del arquitecto Angelo Papio es muy interesante y está bien documentado.